# Émile Oudet
Pour les articles homonymes, voir Oudet.
Joseph Émile Oudet, né le 19 février 1826 à Paris et mort le 21 mai 1909 à l'hospice municipal de Limeil-Brévannes, est une personnalité de la Commune de Paris.

## Biographie
Ouvrier tourneur, il est un opposant acharné au Second Empire et fait de nombreux séjours en prison.
Pendant le siège de Paris par les Allemands (septembre 1870- mars 1871), il anime le club de la salle Favier à Belleville et est délégué au Comité central républicain des Vingt arrondissements. En novembre 1870, il est élu adjoint au maire du XIXe arrondissement Charles Delescluze. Le 26 mars, il est élu au Conseil de la Commune par le XIXe arrondissement ; il siège à la commission de la Sûreté générale. Il vote pour la création du Comité de Salut public. Pendant la Semaine sanglante, il combat sur les barricades où il est blessé. Il se réfugie en Angleterre et rentre en France après l'amnistie de 1880.

### Notices biographiques
- Jules Clère, Les hommes de la Commune : Biographie complète de tous ses membres, Paris, Libraire-éditeur É. Dentu, 1871, xiv-195, 1 vol. in-18 (OCLC 457798492, lire en ligne sur Gallica), p. 119-121
  - Jules Clère, Les hommes de la Commune : Biographie complète de tous ses membres, Paris, Libraire-éditeur É. Dentu, 1871, 4e éd. (1re éd. 1871), vi-215, 1 vol. in-18 (lire en ligne sur Gallica), p. 134-136
- Paul Delion, Les membres de la Commune et du Comité central, Paris, A. Lemerre éditeur, août 1871, 446 p. (lire en ligne sur Gallica), p. 152-154
- Bernard Noël, Dictionnaire de la Commune, Coaraze, L'Amourier éditions, coll. « Bio », avril 2021 (1re éd. 1971), 799 p. (ISBN 978-2-36418-060-4, ISSN 2259-6976, présentation en ligne), p. 591
- « Notice Oudet Émile [Oudet Joseph, Émile] », sur maitron.fr, Le Maitron, dictionnaire bibliographique du mouvement ouvrier et du mouvement social, Association Les Amis du Maitron (consulté le 17 août 2021)